# Liste des maires d'Auch
La ville d'Auch se dote d'institutions municipales au cours du XIIe siècle et les habitants élisent les consuls de la cité. À partir de 1766, un conseil politique élit le premier maire de la ville.

## Liste des maires

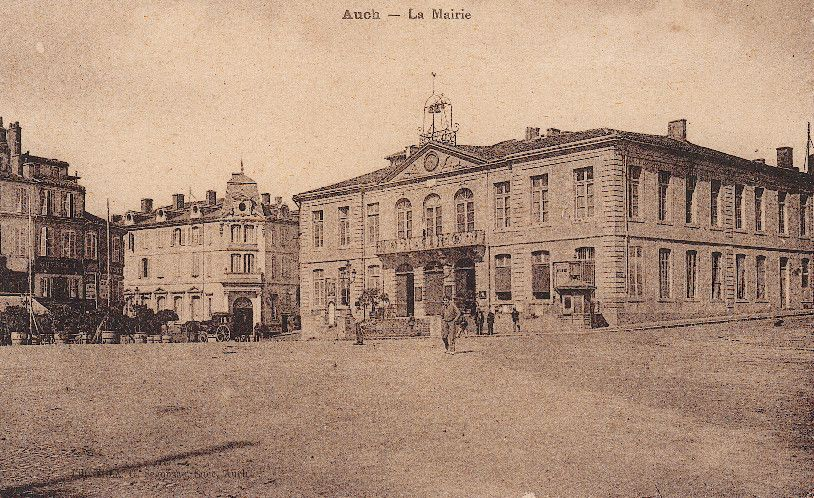
Carte postale représentant la mairie d'Auch autour de 1900.
Éditeur : ancienne libraire Segonzac, place de la Cathédrale à Auch.

| Période          | Période         | Identité                            | Étiquette              | Qualité                                                                                    |
| ---------------- | --------------- | ----------------------------------- | ---------------------- | ------------------------------------------------------------------------------------------ |
| 1765             | 1766            | Bernard Boubée de Gramont           |                        |                                                                                            |
| 1766             | 1770            | de Monlaur                          |                        |                                                                                            |
| 1772             | 1775            | Jean Joseph de Laruc de Sauviac     |                        |                                                                                            |
| 1775             | 1782            | Lacroix de Salleneuve               |                        |                                                                                            |
| 1782             | 1789            | Jean Paul de Vienne                 |                        |                                                                                            |
| avril 1789       | juillet 1790    | Bernard Boubée de Gramont           |                        |                                                                                            |
| 1790             | 1791            | Destieux                            |                        |                                                                                            |
| Fin 1791         | septembre 1793  | Francain puis Joachim Perez du Gief |                        |                                                                                            |
| septembre 1793   | 1795            | Saint-Pierre                        |                        |                                                                                            |
| 1795             | 1799            | Laborde                             |                        |                                                                                            |
| 1799             | 1799            | Druilhet                            |                        |                                                                                            |
| 1799             | 1800            | Pardiac puis Druilhet               |                        |                                                                                            |
| 1800             | 1808            | Gay                                 |                        |                                                                                            |
| 1808             | 1814            | Thore                               |                        |                                                                                            |
| 1814             | 1815            | de Vic                              |                        |                                                                                            |
| 1815             | 1816            | Sentets                             |                        |                                                                                            |
| 1816             | 1829            | de Vic                              |                        |                                                                                            |
| 1829             | 1830            | Irénée David                        |                        |                                                                                            |
| 1830             | 1832            | Pellefigue                          |                        |                                                                                            |
| 1832             | 1843            | Henri Druilhet                      |                        | Conseiller d'arrondissement du canton d'Auch-Sud                                           |
| 1843             | 1848            | Duran                               |                        |                                                                                            |
| 1848             | 1849            | François Alem-Rousseau              |                        |                                                                                            |
| 1849             | 1858            | Soulier                             |                        |                                                                                            |
| 1858             | 1861            | Robert Doisy de Villargènes         |                        | Colonel d'artillerie                                                                       |
| 1861             | 1867            | Louis Destieux                      |                        |                                                                                            |
| 1867             | 1868            | Jean Baurens                        |                        |                                                                                            |
| 1868             | 1870            | Étienne Laporte                     |                        |                                                                                            |
| septembre 1870   | février 1874    | Jean David                          | Républicain            | Conseiller général d'Auch-Sud                                                              |
| 1874             | 1875            | Edme Charles Pelletier              | Conservateur           |                                                                                            |
| 1875             | mai 1876        | Macaire Escrivant                   |                        |                                                                                            |
| mai 1876         | juillet 1877    | Jean David                          | Républicain            | Conseiller général d'Auch-Sud                                                              |
| août 1877        | septembre 1877  | Macaire Escrivant                   |                        |                                                                                            |
| septembre 1877   | décembre 1885   | Jean David                          | Républicain            |                                                                                            |
| 1886             | 1890            | Henri Gage                          | Républicain            | Banquier                                                                                   |
| 1890             | 1900            | Louis Aucoin                        | Républicain            | Avocat Conseiller général d'Auch-Nord                                                      |
| 1900             | 1903            | Paul Destieux-Junca                 |                        | Journaliste                                                                                |
| 1903             | 1904            | Jean Pouget                         |                        | Avoué au tribunal d'Auch                                                                   |
| 1904             | 1908            | Paul Decker-David                   | PRRRS                  |                                                                                            |
| 1908             | 1909            | Henri Gage                          | Républicain            | Banquier                                                                                   |
| 1909             | 1928            | Aristide Samalens                   | Républicains de gauche | Docteur en médecine                                                                        |
| 1928             | 1940            | Adrien Nux                          | PRRRS                  | Avocat au barreau                                                                          |
| 1941             | 1944            | Joseph Dassy                        | nommé par Vichy        | Docteur en pharmacie Président de la Chambre de commerce                                   |
| 1944             | 1947            | Adrien Nux                          | Union des gauches      |                                                                                            |
| 1947             | 1959            | Paul-Émile Descomps                 | SFIO                   | Censeur du lycée d'Auch Sénateur (1948-1959)                                               |
| 1959             | 1968            | Patrice Brocas                      | PRRRS                  | Professeur Membre du Conseil d'État Député (1956-1962)                                     |
| 1968             | 1977            | Jean Dours                          | Droite Gaulliste       | Préfet hors-cadre Conseiller général de Miélan (1973-1992)                                 |
| 1977             | juin 1995       | Jean Laborde                        | PS                     | Médecin Député (1973-1993) Conseiller général d'Auch-Nord-Est (1973-1988)                  |
| juin 1995        | 2001            | Claude Desbons                      | PS                     | Chef d'entreprise Conseiller général d'Auch-Sud-Est-Seissan (1988-1997) Député (1997-2001) |
| 2001             | 2008            | Claude Bétaille                     | PS                     | Conseiller général d'Auch-Sud-Ouest (1982-2008)                                            |
| 2008             | 12 octobre 2017 | Franck Montaugé                     | PS                     | Conseiller général d'Auch-Sud-Ouest (2008-2013) Député Sénateur                            |
| 12 octobre 2017, | En cours        | Christian Laprébende                | PS                     | 1er adjoint au maire Conseiller départemental d'Auch-1                                     |